# Cayo Escribonio Curión
Cayo o Gayo Escribonio Curión  (90-49 a. C.) fue un orador y político romano, hijo del cónsul Cayo Escribonio Curión. Fue amigo de Pompeyo, Julio César, Marco Antonio y Cicerón. A pesar de los defectos de su juventud, rica en despilfarros y escándalos, Cicerón procuró ayudarle, y le escribió varias cartas. Curión primero se opuso a Julio César pero, posteriormente, se pasó al bando de este, en el que combatió y murió, el 24 de agosto del año 49 a. C., durante la guerra civil.

## Juventud
Nació en el año 90 a. C., hijo de Cayo Escribonio Curión, que fue nombrado cónsul en el año 76 a. C. Cicerón lo conocía desde la infancia y se esforzó en encauzar su talento y reprimir su inclinación al placer y la riqueza. 
No obstante, Curión fue de carácter derrochador desde su juventud, formando parte del grupo de jóvenes que escandalizaban a la sociedad de la República, entre quienes se encontraban Clodio y Marco Antonio. Cuando Clodio fue acusado por haber violado los misterios de la Bona Dea en el año 62 a. C., fue defendido por el padre de Escribonio, el antiguo cónsul, mientras que el joven Escribonio Curión dirigía a bandas de los bajos fondos que atemorizaban a los enemigos de Clodio. En aquella época, Cicerón describía al joven como «la hija menor de Curión». La relación de Curión con este grupo de jóvenes disolutos, en particular con Marco Antonio, debió ser objeto de cierto escándalo, ya que se decía que Marco Antonio, vestido de mujer, interpretaba el papel de esposa de Curión. Se les prohibió verse, pero lo hacían a escondidas. Dieciséis años después, Cicerón reprochó esta relación a Marco Antonio en su segunda Filípica, en un tono próximo al libelo. Tal relación, no obstante, cesó cuando Marco Antonio empezó a rondar a Fulvia, mujer de Publio Clodio, quien por este motivo amenazó a Marco Antonio.
El hecho de que formara parte de la juventud escandalosa de Roma no impedía que Cicerón continuara manifestando su amistad hacia Curión. Tampoco el hecho de que fuera amigo de Publio Clodio, que progresivamente se iba revelando como enemigo de Cicerón. En el año 59 a. C., siendo cónsul Julio César autorizó a Clodio a entrar en las filas de los plebeyos. Con ello Clodio podía presentarse al tribunado. Cicerón, asustado, huyó de Roma. Fue precisamente Curión quien le confirmó, un día que Cicerón se acercó a la Vía Apia, que en efecto, Publio se iba a presentar al tribunado de la plebe. En esta época, Cicerón, y con él todos los conservadores optimates, tenían razones para ver en Curión a un joven defensor de sus ideas, con un gran futuro por delante y en él depositaron sus esperanzas. En efecto, Curión se dedicó ese año a desafiar constantemente a César, lo que le reportó la admiración de los senadores conservadores. Cuando acudía al Circo, el público lo aplaudía por su valentía. En estas circunstancias, que Curión conservara la amistad de Clodio podía hacer concebir esperanzas a Cicerón de que Clodio acabara uniéndose al partido de los optimates, que era la tendencia política que tradicionalmente siguieron la mayoría de los Claudios. No obstante, tales esperanzas no se realizaron y el tribuno de la plebe Clodio se dedicó a perseguir a Cicerón, que tuvo que abandonar Roma. 
En el año 56 a. C. comenzaron a aparecer signos de debilidad en el triunvirato, con la lucha entre Craso y Pompeyo por el mando en Oriente en la lucha contra los partos. Esto hizo que los viejos enemigos del triunvirato, entre los que estaba Curión, se preparasen para dar la batalla. En el año 54 a. C. Curión desempeñó la pretura y, al año siguiente (53 a. C.) fue procuestor en Asia. Desempeñó su cuestura de manera digna de elogio. Estando aún en Asia, falleció su padre, y comenzó a planear los juegos funerarios que daría en honor de su memoria cuando volviera a Roma.
Su amigo Publio Clodio se presentó como candidato a la pretura. Los optimates defendían la candidatura de Milón al consulado. Cicerón recurrió entre otros a Curión, a quien pidió que usara su influencia para impulsar esta candidatura. No obstante, no consta que Curión apoyara activamente a Milón. Al final, ni uno ni otro pudieron alcanzar las magistraturas que pedían. El primero resultó muerto en la vía Apia, y el segundo, acusado de ese asesinato, se exilió en Massalia.
A su vuelta a Roma, Curión celebró los juegos funerarios en honor de su padre. Para ello, viendo que no podía aventajar la espectacularidad de otros juegos precedentes, ideó un ingenio que se recordó en generaciones posteriores. Hizo construir dos teatros, uno junto al otro, de madera y unidos sus graderíos por un pivote. Antes del mediodía, se exhibió un espectáculo de juegos en cada uno de ellos; los teatros estaban vueltos el uno contra el otro de manera que el ruido de uno no interfiriera en lo que estaba ocurriendo en el otro. En un momento posterior del mismo día, de repente, los dos teatros giraron y, uniéndose las esquinas, quedaron cara a cara; también se quitaron los marcos exteriores y así se formó un anfiteatro, en el que se presentaron a la vista luchas de gladiadores. Además, Curión se especializó en presentar panteras, ya que el público apreciaba la presentación de animales exóticos en los juegos. Tales alardes obedecían a algo muy habitual en la República romana; se esperaba que todo candidato a una magistratura diera impresionantes juegos a los demás ciudadanos, aunque fuera incurriendo en grandes deudas, de las que se esperaban resarcir posteriormente con los ingresos que lograsen en su carrera política. De esta manera se impresionaba al electorado en favor de uno de los candidatos. Curión deseaba presentarse al tribunado, y con unos juegos que todos recordarían, al tiempo que celebraba la memoria de su padre, se ayudaba en su carrera política.

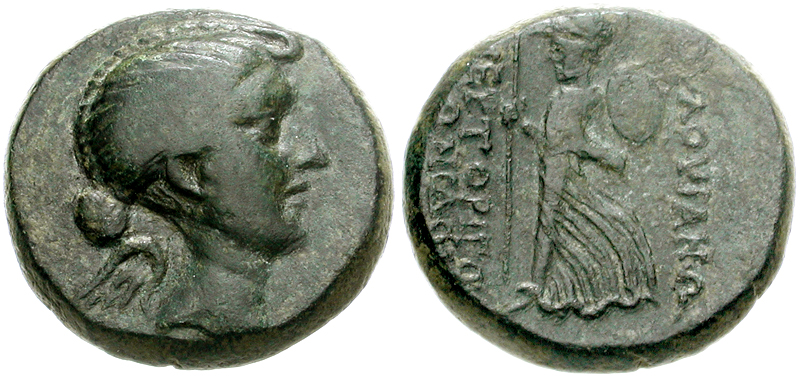
Moneda en la que aparece representada Fulvia, esposa primero de P. Clodio, luego de Curión y finalmente de Marco Antonio. Eumeneia (como Fulvia). Hacia 41-40 a. C. Æ 18mm (7.82 g, 12h). Zmertorix, el hijo de Filonides, magistrado. Busto de Fulvia (como Niké) / Atenea en pie, sosteniendo un escudo y una lanza; [Z]MERTOR[IGOS/FILWNIDOU] en dos líneas. RPC I 3139; SNG Copenhague.

Entre finales del año 52 a. C. y principios del 51 a. C., Curión se casó con Fulvia, la viuda de su amigo Clodio. Curión y Fulvia tuvieron un hijo, Escribonio Curión, a quien Augusto ejecutó después de la batalla de Accio (31 a. C.). Por otro lado, Curión fue elegido pontífice en el año 51 a. C.

## Tribunado de la plebe
Cuando el triunviriato acabó, quedaron sólo dos bandos progresivamente enfrentados: por un lado Pompeyo, por otro Julio César. Curión se mantuvo contra César, inicialmente en el lado de Pompeyo, esto es, tal como entonces se consideraba, al lado de la República. La cuestión clave en la época era si se permitía a César presentarse al consulado in absentia conservando su imperium, o no. Si se le permitía, no habría lapso de tiempo en el que sus enemigos pudieran acusarle ante un tribunal. A finales de septiembre del año 51 a. C., Pompeyo dejó claro que, en su opinión, César debía abandonar su mando la primavera siguiente, meses antes de poder presentarse a las elecciones a cónsul. De esa manera, pasaría un tiempo entre que César dejase su imperium y pudiera tener otro nuevo si resultaba elegido. Durante esos meses como ciudadano particular cualquiera de sus enemigos podría acusarle ante un tribunal y si resultaba condenado, César vería acabada su carrera política, forzado al exilio. Por ello tanto Pompeyo como César necesitaban hacerse con cuantos magistrados fuese posible para que defendieran sus intereses. Entre ellos estaba Curión, que optaba al tribunado magistratura que tenía el poder de vetar cuantas resoluciones dictara el Senado. 
El resultado de las elecciones parecía totalmente opuesto a los intereses de César. Pompeyo hizo que Cayo Claudio Marcelo, pariente del anterior cónsul, obtuviera el consulado. También logró que Cayo Curión, que también era un viejo enemigo de César, se convirtiera en tribuno. Se creía que este antiguo anticesariano, uno de los pocos que se había atrevido a desafiar a César durante su consulado, dirigiría su poder e influencia contra César, y al principio así lo hizo. Pero luego cambió de actitud. Pasó de «furibundo anticesariano» a ser «el más conspicuo portavoz de las tesis cesarianas en Roma».
El cambio está documentado en las cartas entre Cicerón, por entonces en Laodicea y su protegido Marco Celio Rufo, que en mayo le da la noticia de que Curión se había cambiado de bando.
Tradicionalmente se ha considerado que lo hizo porque César, que había obtenido considerables riquezas durante la Guerra de las Galias, había pagado las muchas deudas del derrochador Curión.
Pero además de esa razón podía haber otras. Celio alude a la irresponsabilidad de su amigo. No obstante, Curión tenía que pensar de forma pragmática en su propia carrera política. En aquel momento, la generación más joven pudo creer que César era una apuesta más segura. De esta manera, podría hacer por César lo que el propio César había hecho por Pompeyo, y esperar una recompensa similar. El propio Celio escribió a Cicerón que, así como en tiempos de paz, era importante apoyar a la facción que lleva razón, «en tiempos de guerra hay que apoyar a la más fuerte». Apoyar a César podía significar para estos jóvenes un ascenso más rápido al poder.
Curión tenía la suficiente habilidad como para que el cambio no fuese totalmente descarado, de manera que la apariencia que dio era que estaba tanto en contra de Pompeyo como de César, pero en su corazón, dice Veleyo Patérculo «era un cesariano». Al principio continuó atacando a César y, poco a poco, fue asumiendo una apariencia de neutralidad; para marcar la ruptura entre él y el partido pompeyano, propuso algunas leyes que sabía que no podrían ser llevadas a cabo, como por ejemplo vastos planes para reparar y construir carreteras. Al rechazar sus planes le dieron la excusa perfecta para abandonar a sus amigos. En marzo del 50 a. C., Curión impuso su veto cuando se debatió de nuevo la posible destitución de César. Así, antes de la guerra civil, Curión apareció como uno de los últimos políticos que pidió a Pompeyo y a César que hicieran las paces. En el Senado, algunos creían que Pompeyo no debía ser privado de su poder hasta que lo hiciera César. Y otros, entre ellos Curión, decían lo contrario, que precisamente necesitaban a César contra el poder de Pompeyo, poniendo en evidencia una y otra vez que Pompeyo no estaba dispuesto a renunciar al mando, ni a una sola de sus legiones, y que tenían que temerle lo mismo que a César, y que tenía pretensiones de tirano. O eso, o que ambos disolvieran sus ejércitos. Como el Senado no estuvo de acuerdo, interpuso el veto y la cuestión quedó indecisa. 
La sesión del Senado que definitivamente radicalizó las posturas que llevaron a la guerra civil se celebró el 1 de diciembre del 50 a. C. De nuevo el cónsul Claudio Marcelo propuso las cuestiones que llevaban meses debatiendo. Pero hábilmente dividió la cuestión y tomó los votos separadamente, así: «¿Deben enviarse los sucesores a César?» y de nuevo, «¿Debe Pompeyo ser privado del mando?» La mayoría votó a favor de la primera y en contra de la segunda. Pero entonces intervino Curión planteando como tercera cuestión su anterior propuesta: que ambos procónsules depusieran su poder. El argumento que ofrecía Curión era que César y Pompeyo recelaban el uno del otro, y que no habría paz duradera hasta que los dos fuesen privados del mando y de las legiones. Era una postura plausible y con total apariencia de neutralidad, pronunciada por quien parecía tan valiente como para no temer la enemistad de Pompeyo ni de César. El Senado votó, y la mayoría estuvo conforme con la propuesta de Curión, que anulaba a las dos anteriores, con 22 senadores en contra y 370 a favor. Con ello se demostraba que los radicales anticesarianos eran una minoría en el Senado. La mayoría, lo mismo que el pueblo en general, lo que deseaba era evitar la guerra civil.
El cónsul Claudio Marcelo se negó a acatar tal decisión diciendo que César ya estaba en marcha hacia Roma con diez legiones, habiendo pasado los Alpes; y que las dos legiones estacionadas en Capua debían prepararse de una vez para marchar contra César. Curión, sin embargo, negó la veracidad de la noticia, e impidió que se obedeciera la orden del cónsul. Marcelo entonces disolvió la sesión y exclamó: «Disfrutad vuestra victoria y tened a César como dueño». Dado que la opción de Curión, que ambos depusieran el mando, era la que parecía más justa y neutral, su proponente fue aclamado por el gentío al salir del Senado, y algunos incluso le arrojaron coronas, como se echaban flores a los atletas, pues entonces en Roma se creía que lo más peligroso era tener una diferencia con Pompeyo.
Entonces Claudio Marcelo, al que quedaban pocos días en el cargo, y Servio Sulpicio Rufo, que había sido cónsul en el 51 a. C., salieron de la ciudad para ir a la residencia de Pompeyo en las colinas Albanas. Le pidieron que asumiera el mando de todas las tropas en Italia, y que salvara la república con las dos legiones estacionadas en Capua y que reclutara nuevas levas.  Se trataba de una maniobra totalmente ilegal, pues carecía de la legitimación de un decreto del Senado, que proporcionó una excusa muy útil a los cesarianos.
Curión no podía interferir, pues desempeñando el cargo de tribuno no podía abandonar la ciudad. Recurrió al pueblo, al que pidió que exigiera a los cónsules que no permitieran a Pompeyo la leva de un ejército. Pero no le escucharon. Rápidamente, temiendo por su seguridad y estando próximo a acabar su mandato, por lo que podrían procesarle, huyó de Roma. Marchó a Rávena, donde se encontraba César acampado con la Legión XIII Le contó lo ocurrido y le instó a que avanzara hacia Roma con sus legiones. César, sin embargo, se negó pues aún se sentía inclinado por resolver la cuestión de manera pacífica. Ofreció devolver todas sus provincias y soldados, salvo dos legiones e Iliria con la Galia Cisalpina hasta que él fuera elegido cónsul. Los cónsules lo rechazaron.
En la capital Marco Antonio y Quinto Casio Longino, decididos cesarianos, asumieron el puesto de tribuno, el 10 de diciembre. Pronto Marco Antonio comenzó a atacar a Pompeyo en las asambleas del pueblo. Se produjo entonces la ocupación militar de la ciudad para prevenir alteraciones del orden público.

### Guerra civil

#### Comienzo de la guerra
Fue Marco Antonio quien presentó la última propuesta de Julio César en el Senado, a pesar de la oposición de los nuevos cónsules, el 1 de enero del año 49 a. C. Era una carta que Curión llevó desde Rávena hasta Roma, viaje que le llevó tres días. En ella, César relataba sus propias gestas, explicaba que dejaría su mando al mismo tiempo que Pompeyo, pero que si Pompeyo conservaba su mando él no abandonaría el suyo, sino que iría rápidamente y vengaría los errores de su país y los suyos propios. La carta de César al Senado fue considerada una declaración de guerra.
Metelo Escipión, suegro de Pompeyo, hizo la siguiente propuesta: si César no deponía las armas en el día prefijado, se le debía declarar enemigo público; sometida a votación, logró la mayoría de los votos, oponiéndose sólo Curión y Celio. Antonio, como tribuno, vetó la moción, insistiendo en que ambos dejaran todo mando. A esta opción se apuntaron todos. Pero entonces Escipión y el cónsul Cornelio Léntulo se opusieron y se disolvió el Senado.
El 7 de enero se proclamó un «senadoconsulto último» (senatus consultum ultimum), esto es, el estado de emergencia destituyendo a César como procónsul de la Galia al tiempo que Pompeyo fue declarado el protector de Roma. Pompeyo trasladó sus tropas a Roma. Dijo que ya no podía garantizar la seguridad de los tribunos, echándolos en la práctica de la Curia. Entonces Casio y Marco Antonio, huyeron de Roma para encontrarse con César en la Galia Cisalpina, y con ellos fue Curión. La expulsión de los tribunos proporcionó a César la excusa perfecta para hacer ver a su ejército que en Roma se había producido un golpe de Estado. El 10 de enero César pasó el Rubicón, río que marcaba la frontera entre las dos provincias, lo que se toma como el inicio formal de la guerra civil.

#### Curión en Italia
Curión, que desde este momento actuaba a las órdenes directas de Julio César, se encargó en primer lugar de reunir las tropas estacionadas en Umbría y Etruria. Con las tres cohortes que estaban en Rímini y Pisauro, Curión fue como legado a Iguvio, donde estaba el pretor A. Minucio Termo, con cinco cohortes. Termo no presentó batalla, sino que salió de la ciudad y huyó. Así Curión recuperó la ciudad para César. Entonces César nombró a Curión propretor, para controlar tanto Sicilia como África. Curión marchó a Sicilia para sustituir en el mando al pompeyano Catón el Joven. Aplastó a las fuerzas pompeyanas y obligó a Catón a pasar a África.

#### Campaña de África
Julio César envió entonces a Curión a África, para detener al rey Juba I de Numidia, partidario de Pompeyo y al general pompeyano Publio Atio Varo. Esta campaña de Curión en África la narra César en el Libro II de sus Comentarios a la guerra civil, desde el capítulo XXIII hasta el XLII. Curión se embarcó a principios de agosto del año 49 a. C., con dos legiones, doce barcos de guerra, y barcos de carga. 
Llegado a Útica, puso en fuga a un cuerpo de caballería númida en una pequeña escaramuza. Los soldados, con las armas aún en las manos, lo saludaron como Imperator. Tuvo un encuentro exitoso contra Atio Varo en la batalla de Útica.
Sin embargo, la deserción fue poco a poco mermando a su ejército. Corrió el rumor de que Juba se había dado la vuelta en el río Bagradas, porque su reino había sido invadido por sus vecinos, y que había dejado detrás a su general Saburra con escasas fuerzas. Curión creyó esta noticia y marchó, con la mayor parte del ejército, en un cálido verano, por una carretera arenosa carente de agua. Cuando llegó al río Bagradas vio que estaba tomado por Saburra y el propio rey Juba. Curión tuvo que retirarse a los altos, oprimido por la fatiga, el calor, y la sed. El enemigo cruzó el río y Curión guio a su ejército abajo, hacia la llanura. La caballería númida le rodeó desde las montañas cercanas. Entonces Cneo Domicio, prefecto de la caballería, se detuvo junto a Curión y prometió que no lo iba a abandonar, y que intentara salvarse yendo al campamento. Curión rechazó la posibilidad de huir, diciendo que no podía mirar a César a la cara después de haber perdido un ejército que él le había confiado. Así, se quedó luchando con su ejército hasta la muerte. Se dijo que Curión y sus hombres perecieron tan juntos que sus cadáveres «quedaron en pie como gavillas de trigo en un campo». Los númidas cortaron la cabeza a Curión y se la llevaron al rey Juba.
Sus tropas se dispersaron, fueron asesinadas y tomadas prisioneras, y solo unos pocos pudieron regresar a Sicilia. Tras esta batalla del río Bagradas, África quedó en manos de los ejércitos pompeyanos, hasta que el propio César pasó a África.

## Legado
En su tiempo, lo vieron como un hombre audaz y muy derrochador, que despilfarró sin escrúpulos su patrimonio y el de otros, siendo todos ellos insuficientes para satisfacer sus demandas. También se aludía a que carecía de modestia, dando ejemplo a los depravados de la época. Veleyo Patérculo consideró que Cayo Escribonio Curión fue uno de los principales instrumentos en encender la guerra civil entre Julio César y Pompeyo:

Curión era un hombre de origen noble, elocuente, despreocupado, pródigo tanto de su fortuna y castidad, como de las de otras personas, un hombre de la mayor inteligencia en la perversidad, que usó su hábil lengua para la subversión del estado. Ninguna riqueza ni placer bastaban para satisfacer sus apetitos.
(Veleyo Patérculo, Historia Romana, II, 48, 3-4)

Pero del mismo modo se le consideraba que tenía notables talentos, particularmente como orador. Cicerón apreció esa cualidad, y nunca perdió la esperanza de volver el talento de Curión en favor de sus ideas. Las primeras siete cartas del Segundo libro de Cicerón Epistolae ad Familiares se dirigen a él. 
Quintiliano, el retórico del siglo I d. C., ponía como ejemplo de cierto estilo humorístico, en que una réplica ingeniosa sigue de manera natural e inevitable a otra broma anterior, una entre Cicerón y Curión, quien siempre comenzaba sus discursos pidiendo perdón por su juventud, a lo que Cicerón contestó que «Encontrarás tu exordio más fácil cada día». Suetonio contaba que Pompeyo reanudó la práctica de declamar incluso durante la guerra civil, para estar mejor preparado para argumentar contra Curión, «un joven de gran talento, a quien estaba encomendada la defensa de César». También Tácito lo menciona en su Diálogo sobre los oradores, cuando alaba que los antiguos también cultivaban la oratoria, diciendo que 

De ellos puede entenderse bien no sólo en valor y armas, sino en ingenio y elocuencia; que los Léntulos, los Metelos, los Lúculos, los Curiones y demás próceres colocaron mucho trabajo y cuidado en estos estudios, y que ninguno en aquellos tiempos llegó a gran valimiento sin la elocuencia. Diálogo de los oradores, 37.